# Lithraea molleoides
Lithraea molleoides là một loài thực vật có hoa trong họ Đào lộn hột. Loài này được (Vell.) Engl. mô tả khoa học đầu tiên năm 1876.

## Hình ảnh

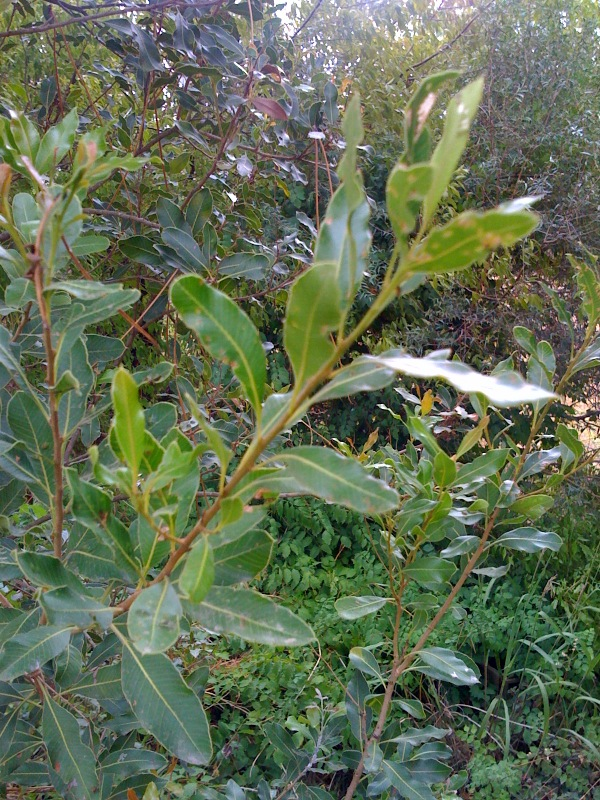
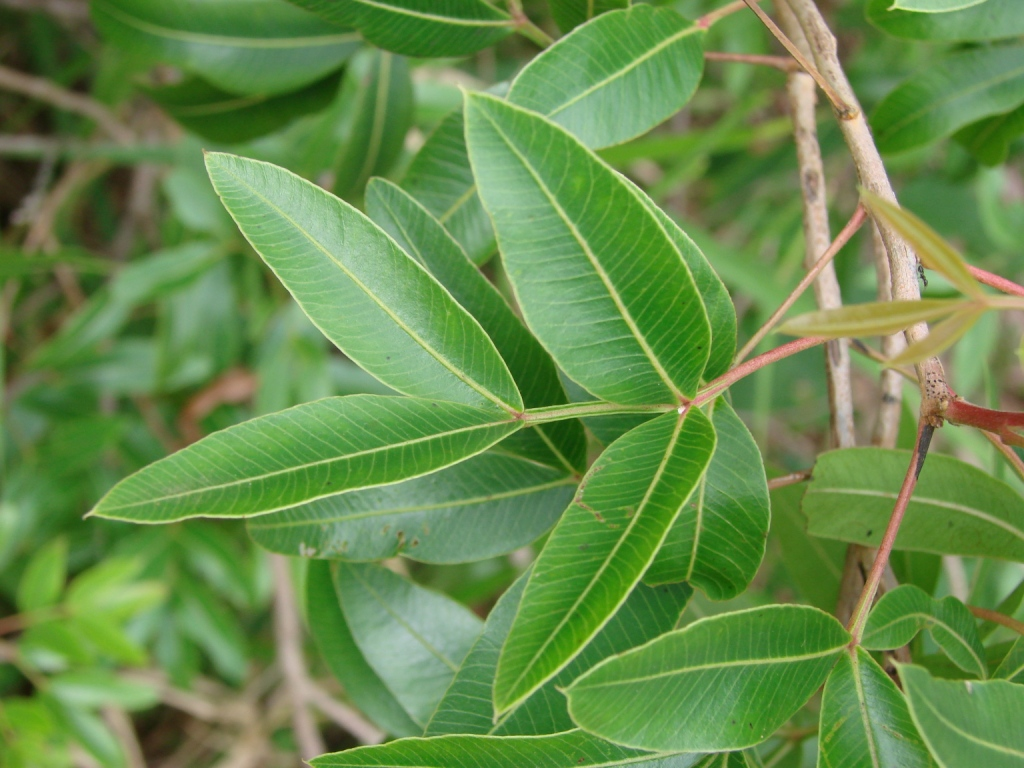
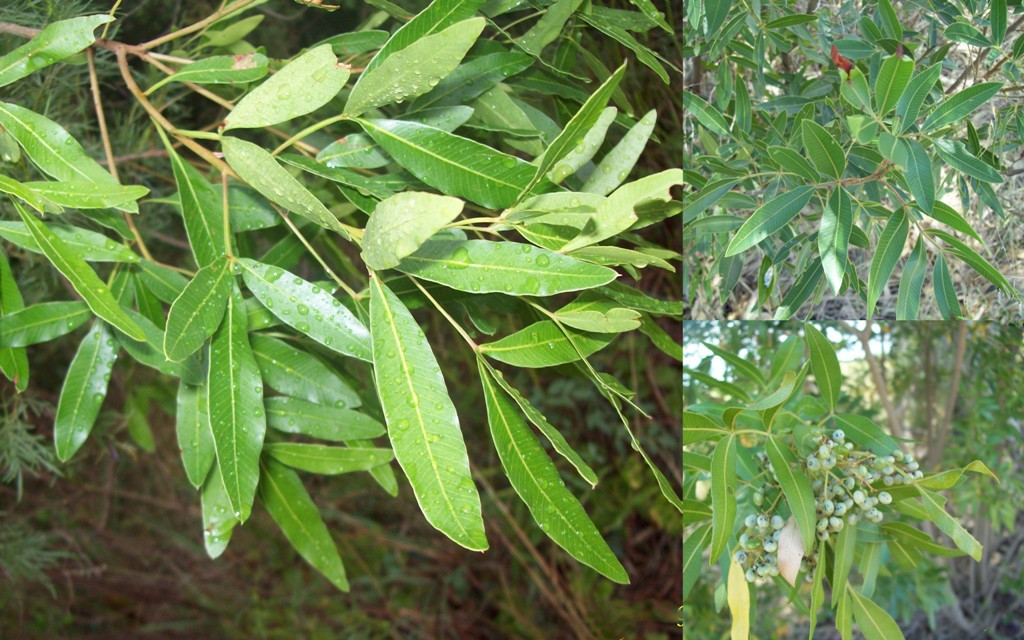